# Petzenkirchen
Petzenkirchen est une commune autrichienne du district de Melk en Basse-Autriche.